# Bosi otroci
Bosi otroci je ena izmed pravljic (poleg Štrpedovega rodu, Podgrajske grofične in Stave), ki spadajo pod Pravljice o Štrpedu (iz Materskega podolja, Podgorskega krasa in Čičarije). Po pripovedovanju jih je zbral in zapisal Pavel Medvešček. Bosi otroci je ljudska pravljica v knjigi Slovenske pravljice, ki jo je uredil Niko Grafenauer.

## O pripovedki
Pravljica naj bi bila zapisana okoli leta 1970, ko se je Pavel Medvešček zaposlil v Gorici, od koder ga je pot zanesla na območje Matarskega podolja, Podgorskega Krasa in Čičarije, kjer so prebivalci pripovedovali o Štrpedu.

## Vsebina
Pravljica govori o otrocih, ki sta jim zaradi jetike umrla oba starša. Po snegu so morali hoditi v maminih in očetovih coklah, po dva in dva naenkrat. Potem pa se jih je usmilil dobrotnik Štrped. Na prag jim je nastavil šest parov novih cokel. Tako so lahko postorili vse okoli hiše pomagali pa so tudi sosedom. 

## Kraj in čas dogajanja
Matarsko podolje je Štrpedova dežela. Tako se imenujeta dva hriba v tej suhi kraški dolini in še eno naselje v hrvaški Istri. V osrednjem delu Matarskega podolja leži gručasta vas Markovščica. Na severni strani se dviga Brkinsko hribovje, na jugu pa Slavnik in vrhovi Čičarije. Značilna kraška gmajna je porasla z gostim brinjem, ki včasih zraste v prava drevesa. Polno je vrtač, kotanj in brezen. Po drugi svetovni vojni so bili Brkini še dokaj odmaknjen predel, v katerem pa se je ohranilo veliko starega izročila (ljudje so si krajšali čas s pripovedovanjem pravljic).

## Zgodbe o Štrpedu in Materskega podolja, Podgorskega Krasa in Čičarije
- Štrpedov rod
- Runjevica
- Turki
- Podgradska grofična
- Nabiralec brinja
- Lipeglav
- Štrped
- Bosi otroci
- Podganje leto
- Stava
- Medvižicev štrped
- Žito
- Tihotapci
- Bolno dekle
- Kozja pastirica
- Kako je štrped pomagak Johanu